# Puertos Grises
Los Puertos Grises (en élfico Mithlond) son un lugar ficticio perteneciente al legendarium del escritor británico J. R. R. Tolkien. Eran los puertos construidos por los elfos al principio de la Segunda Edad del Sol en el recién formado golfo de Lhûn. Eran resguardados por Círdan el Carpintero de Barcos y allí vivían muchos elfos. Durante la Segunda y Tercera Edades del Sol fue el lugar desde donde zarpaban los barcos élficos rumbo al Antiguo Occidente, dejando la Tierra Media para siempre. También fue usado como lugar de desembarco de flotas bélicas, como cuando la flota de Eärnur, príncipe de Gondor, desembarcó allí y se unió a las fuerzas de Círdan para ayudar a Arvedui en su lucha contra Angmar. De allí partió el barco con los Portadores de los Anillos al final de la Tercera Edad, y se dice que Círdan permaneció allí hasta que partió el último barco rumbo al oeste.
- Datos: Q1800282